# Merla de l'Índia
La merla de l'Índia (Turdus simillimus) és un ocell de la família dels túrdids (Turdidae).

## Hàbitat i distribució
Habita sotabosc, matolls i medi urbà de l'oest, centre, sud-est, sud-oest i sud de l'Índia i Sri Lanka.